# Кезберс, Иварс Янович
И́варс Я́нович Ке́зберс (латыш. Ivars Jānis Ķezbers, 30 марта 1944, Валка — 23 марта 1997, Страсбург) — латвийский советский государственный деятель, историк и политолог, cекретарь ЦК Компартии Латвии по идеологии, председатель Независимой Коммунистической Партии Латвии (1990—1991), депутат VI Сейма (1995—1997).

## Биография
Ивар Кезберс вырос в интеллигентной семье. В молодости работал в геодезической группе. Закончив вечернюю среднюю школу в Вентспилсе, учился в 1962—1967 годах на факультетах экономики и права Латвийского государственного университета. Написал дипломную работу, а затем кандидатскую диссертацию под руководством профессора Петра Крупникова.

По окончании университета начал делать карьеру в Комитете молодёжных организаций СССР, а затем в Комитете по связям с соотечественниками за рубежом. В этом качестве поддержал проведение международных научных конференций по истории в  Латвии, которые вёл П. Я. Крупников. 
"Энергии этого человека можно было позавидовать. Он умел и хотел работать и подымался от ступеньки к ступеньке. Тут нужно вспомнить, какова была ситуация: если латыш сотрудничал с властью, перед ним открывались все двери". П. Крупников 
В 1982 году Кезберс защитил кандидатскую диссертацию в Москве, посвященную концепциям внешней политики скандинавской социал-демократии. В 1993 году в результате хабилитации советских дипломов получил степень доктора исторических наук.
Работал в дипломатической службе СССР.  С августа 1987 года исполнял обязанности заместителя председателя Государственного комитета СССР по радиовещанию и телевидению по зарубежным связям, а также работал председателем аналогичной организации в Латвийской ССР.
В 1988—1990 годах работал в  ЦК Коммунистической партии Латвии секретарём по идеологии. Был сторонником курса автономизации от Москвы. В апреле 1990 вышел из КПСС.
С 1989 по 1990 годы был народным депутатом СССР. Вошёл в созданную Съездом народных депутатов комиссию по оценке политических и правовых последствий пакта Молотова — Риббентропа, в которую от Латвии также вошли Н. Нейланд и М. Вульфсон.
После восстановления независимости Латвии работал консультантом в Фонде национальной безопасности Латвии.
В 1995 году избран депутатом в Сейм Латвии от списка демократической партии «Саймниекс», был председателем и вице-президентом её клуба, членом комитета иностранных дел и главой латвийской делегации в Балтийской ассамблее.
В 1996—1997 годах был членом парламентской ассамблеи Совета Европы.
Скоропостижно скончался 23 апреля 1997 года в номере гостиницы в Страсбурге, во время командировки на сессию ПАСЕ.

## Борьба за признание независимости Латвии[4]
Выступая за восстановление независимости Латвии, народные депутаты СССР от Латвии считали что этого надо добиваться демократическим, ненасильственным путём. «Мы уверены, что признание государственности Латвийской Республики зависит от отношений с Москвой», — подчеркивали они. Решение о том, быть или не быть Латвии независимой, могло состояться только на основе признания преступного характера пакта Молотова-Риббентропа и соответствующей резолюции Съезда народных депутатов СССР, который бы объявил его утратившим силу, открыв тем самым юридически корректный путь к восстановлению государственности республики.
Эта задача была непростой, так как наряду с Межрегиональной депутатской группой, поддерживавшей устремления балтийских стран, в парламенте СССР работала депутатская группа «Союз», требовавшая от президента Горбачёва отменить принятые Верховными советами балтийских республик декларации о восстановлении государственной независимости, в том числе латвийскую.
Съезд народных депутатов создал комиссию по оценке политических и правовых последствий пакта, в которую Кезберс вошёл вместе с Н. Нейландом и М. Вульфсоном. Признание этой работы получил от Латвии только Вульфсон, которому в 2000 году был присвоен Орден Трёх звёзд.
По резолюции касательно секретных протоколов к пакту Съезд народных депутатов голосовал дважды. На первом голосовании для принятия документа не хватило 70 голосов. Противники резолюции требовали предъявить оригиналы протоколов. Накануне второго голосования к секретарю ЦК КПСС Александру Яковлеву явился заместитель министра иностранных дел СССР Анатолий Ковалёв с сообщением, что обнаружил подтверждение существования протоколов в переписке своего ведомства. Это позволило Яковлеву добиться утверждения резолюции, когда количество поданных за неё голосов увеличилось сразу более чем на 400.
Народный депутат от Латвии, заместитель председателя Совета национальностей Валентина Клибик в 1991 году добилась включения вопроса о признании независимости балтийских республик в повестку V съезда народных депутатов, однако дважды съезд проголосовал против. Делегаты от балтийских стран участвовали в выборах Государственного совета СССР, который 6 сентября 1991 года признал независимость Латвии, Литвы и Эстонии.

## Политическое кредо
Кезберс в конце 1980-х разделял мнение многих соотечественников, которые не верили, что СССР даст Прибалтике независимость, но пытался добиться для нее автономии: «Нельзя механически копировать прошлое. Латвия 18 ноября 1918 года осталась в истории как красивая мечта юности наших дедов и отцов. Возьмем от неё все лучшее, но будем строить новую страну — демократическую Латвию XXI века. Страну с такой экономической системой, которая, опираясь на частную собственность и разного рода коллективное имущество, накормит всех бедных и даст возможность каждому стать зажиточным». Кезберс считал, что используя созданное в Латвии богатство, следует отказаться от навязанных советской системой ограничений, социал-демократическую альтернативу. Эта программа получила симпатии избирателей на выборах в VI Сейм в 1995 году, где победу одержала демократическая партия «Саймниекс». Однако после скоропостижной смерти Ивара Кезберса исчезла и политическая альтернатива правым политикам.
Кезберс также был неудобен латышской "тримде", которая включала в себя тайных и явных агентов как ЦРУ, так и КГБ. После распада СССР возник риск, что материалы КГБ опубликуют, поэтому агенты КГБ из заграничных латышей были заинтересованы оставить те страны, в которых жили, и поселиться в Латвии. Ивар Кезберс планировал рассказать о происходившем в эмиграции, однако не успел.

## Память
В 2015 году публицист и редактор Юрис Пайдерс подготовил к печати книгу воспоминаний, надиктованных Кезберсом в 1992 году, «В дверях. Так это было».  Её выпустило издательство «Jumava».